# Suzanne Vermeer
Suzanne Vermeer is een schrijverspseudoniem in het thriller genre, waaronder verschillende schrijvers gepubliceerd hebben. Tot zijn overlijden in 2011 ging schrijver Paul Goeken achter het pseudoniem schuil. Na zijn dood werd de naam overgenomen door een door uitgeverij A.W. Bruna Uitgevers onbekend gehouden schrijver of schrijfster.

## Historie
Nadat Goeken in 2006 het boek All-inclusive schreef, werd in samenspraak met de uitgeverij besloten om het boek niet onder zijn eigen naam maar onder het pseudoniem Suzanne Vermeer uit te brengen. Dit gebeurde in het diepste geheim: slechts enkele personen uit de kennissenkring van Goeken en bij de uitgeverij waren op de hoogte van de identiteit van Vermeer. Vermeer werd gepresenteerd als een in 1968 in Nijmegen geboren schrijfster die na een studie Spaans aan de Universiteit van Amsterdam naar Barcelona was verhuisd.
De boeken van Vermeer kenmerken zich doordat ze vakantie als thema hebben. De eerste boeken verschenen jaarlijks in de zomer. Met Après-ski werd in 2010 het eerste wintervakantieboek uitgebracht. Het succes hiervan leidde een jaar later tot de opvolger Zwarte Piste.
Nadat in 2010 het boek Cruise werd genomineerd voor de NS Publieksprijs, beweerde de eveneens genomineerde Ernest van der Kwast dat hij achter het pseudoniem van Vermeer zou zitten. Door de uitgeverij werd dit in een persbericht ontkend en een week later herriep Van der Kwast zijn bekentenis. Een week na het overlijden van Goeken in juni 2011 werd door de uitgeverij bekendgemaakt dat hij de schrijver was die achter Suzanne Vermeer schuilging. Het postuum uitgebrachte Noorderlicht was het laatste boek van zijn hand. 
Het pseudoniem Suzanne Vermeer werd voortgezet met een andere - onbekend gehouden - schrijver/schrijfster. Het in 2013 verschenen Route du Soleil is gebaseerd op een idee van Goeken.

## Bestseller 60
| Boeken met noteringen in de Nederlandse Bestseller 60 | Jaar van verschijnen | Datum van binnenkomst | Hoogste positie | Aantal weken | Opmerkingen      |
| ----------------------------------------------------- | -------------------- | --------------------- | --------------- | ------------ | ---------------- |
| All-inclusive                                         | 2006                 | 29-07-2006            | 14              | 46           | door Paul Goeken |
| De vlucht                                             | 2007                 | 09-06-2007            | 8               | 38           | door Paul Goeken |
| Zomertijd                                             | 2008                 | 21-06-2008            | 16              | 41           | door Paul Goeken |
| Cruise                                                | 2009                 | 13-06-2009            | 5               | 54           | door Paul Goeken |
| Après-ski                                             | 2010                 | 23-01-2010            | 3               | 37           | door Paul Goeken |
| De suite                                              | 2010                 | 19-06-2010            | 2               | 48           | door Paul Goeken |
| Zwarte piste                                          | 2011                 | 22-01-2011            | 2               | 37           | door Paul Goeken |
| Bella Italia                                          | 2011                 | 18-06-2011            | 1(1wk)          | 43           | door Paul Goeken |
| Noorderlicht                                          | 2012                 | 28-01-2012            | 1(1wk)          | 40           | door Paul Goeken |
| Bon Bini Beach                                        | 2012                 | 30-06-2012            | 3               | 23           | door "onbekend"  |
| Het chalet                                            | 2013                 | 26-01-2013            | 1(1wk)          | 16           | door "onbekend"  |
| Route du Soleil                                       | 2013                 | 22-06-2013            | 5               | 25           | door "onbekend"  |
| Winterberg                                            | 2014                 | 18-01-2014            | 3               | 10           | door "onbekend"  |
| Goudkust                                              | 2014                 | 07-06-2014            | 3               | 21           | door "onbekend"  |
| Mont Blanc                                            | 2015                 | 24-01-2015            | 4               | 11           | door "onbekend"  |
| Costa del sol                                         | 2015                 | 23-05-2015            | 6               | 24           | door "onbekend"  |
| Sneeuwengelen                                         | 2015                 | 21-11-2015            | 5               | 17           | door "onbekend"  |
| Hittegolf                                             | 2016                 | 07-05-2016            | 3               | 27           | door "onbekend"  |
| Lawinegevaar                                          | 2016                 | 16-11-2016            | 11              | 14           | door "onbekend"  |
| Het paradijs                                          | 2017                 | 19-04-2017            | 3               | 29           | door "onbekend"  |
| Winternacht                                           | 2017                 | 22-11-2017            | 7               | 18           | door "onbekend"  |
| Super de luxe                                         | 2018                 | 02-05-2018            | 3               | 23           | door "onbekend"  |
| IJskoud                                               | 2018                 | 31-10-2018            | 2               | 21           | door "onbekend"  |
| Het strandhuis                                        | 2019                 | 01-05-2019            | 1(2wk)          | 26           | door "onbekend"  |
| De eilanden                                           | 2019                 | 26-06-2019            | 13              | 10           | door "onbekend"  |
| Zuidenwind                                            | 2019                 | 14-08-2019            | 5               | 5            | door "onbekend"  |
| Sneeuwexpress                                         | 2019                 | 30-10-2019            | 4               | 17           | door "onbekend"  |
| Lentevuur                                             | 2020                 | 12-02-2020            | 5               | 14           | door "onbekend"  |
| Souvenir                                              | 2020                 | 29-04-2020            | 3               | 18           | door "onbekend"  |
| Waterland                                             | 2020                 | 29-07-2020            | 2               | 12           | door "onbekend"  |
| Midwinter                                             | 2020                 | 28-10-2020            | 3               | 11           | door "onbekend"  |
| Zomeravond                                            | 2021                 | 28-04-2021            | 4               | 27           | door "onbekend"  |
| Dwaalspoor                                            | 2021                 | 21-07-2021            | 2               | 13           | door "onbekend"  |
| Nachtvorst                                            | 2021                 | 20-10-2021            | 4               | 20           | door "onbekend"  |
| Roadtrip                                              | 2022                 | 04-05-2022            | 1(2wk)          | 23           | door "onbekend"  |
| Koraalrif                                             | 2022                 | 03-08-2022            | 2               | 11           | door "onbekend"  |
| Gletsjer                                              | 2022                 | 02-11-2022            | 4               | 19           | door "onbekend"  |
| Strandfeest                                           | 2023                 | 03-05-2023            | 1(1wk)          | 23           | door "onbekend"  |
| De vallei                                             | 2023                 | 02-08-2023            | 1(1wk)          | 10           | door "onbekend"  |
| Mayday                                                | 2023                 | 01-11-2023            | 3               | 14           | door "onbekend"  |
| Sneeuwstorm                                           | 2024                 | 24-01-2024            | 2               | 12           | door "onbekend"  |
| Bloemeneiland                                         | 2024                 | 01-05-2024            | 1(1wk)          | 29           | door "onbekend"  |
| Spoorloos                                             | 2024                 | 25-09-2024            | 4               | 18           | door "onbekend"  |
| Nachtvlucht                                           | 2025                 | 30-04-2025            | 2               | 17*          | door "onbekend"  |
| Zonnesteek                                            | 2025                 | 11-06-2025            | 27              | 1            | door "onbekend"  |
| Festival                                              | 2025                 | 23-07-2025            | 1(1wk)          | 5*           | door "onbekend"  |